# 練馬区役所
練馬区役所（ねりまくやくしょ）は、特別地方公共団体（特別区）である練馬区の組織が入る施設（役所）である。

## 所在地
- 〒176-8501 東京都練馬区豊玉北六丁目12番1号
- 本庁舎は1996年（平成8年）3月に竣工。地上21階・地下3階、高さ93.82 m。東京23区の区役所の中では文京区役所（通称・文京シビックセンター、地上28階・高さ142 m）に次ぐ高さ。

## アクセス
- 鉄道（練馬駅）
  - 西武鉄道池袋線・豊島線・西武有楽町線
  - 東京都交通局都営地下鉄大江戸線
    - 練馬駅より徒歩5分〜10分
- 路線バス
  - 成増駅南口から練馬駅行で「練馬区役所入口」下車（西武バス）
  - 荻窪駅北口から練馬駅行で「練馬区役所入口」下車（関東バス）
  - 中野駅から練馬駅行で「練馬区役所」下車（京王バス）

## 練馬区の組織
- 区長室
広聴広報課、秘書課
- 企画部
企画課、経営改革担当課、基本構想担当課、財政課、公会計担当課、情報政策課
- 危機管理室
防災課、防災計画担当課、安全・安心担当課
- 総務部
総務課、文書法務課、文化国際課、情報公開課、職員課、人材育成課、経理用地課、人権・男女共同参画課、施設管理課
- 区民生活事業本部
経営課
  - 区民部
戸籍住民課、税務課、収納課、国保年金課
  - 産業地域振興部
経済課、商工観光課、地域振興課
- 健康福祉事業本部
経営課
  - 福祉部
地域福祉課、高齢社会対策課、介護保険課、在宅支援課、障害者施策推進課、障害者サービス調整担当課、練馬総合福祉事務所
  - 健康部
健康推進課、地域医療課、生活衛生課、保健予防課
  - 児童青少年部
子育て支援課、計画調整担当課、保育課、青少年課
- 環境まちづくり事業本部
経営課
  - 環境清掃部
環境政策課、環境保全課、清掃管理課、資源循環推進課
  - 都市整備部
都市計画課、交通企画課、東部地域まちづくり課、西部地域まちづくり課、大江戸線延伸地域まちづくり課、住宅課、建築調整課、建築課、建築審査課
  - 土木部
管理課、計画課、土支田中央区画整理課、特定道路課、工事課、交通安全課、公園緑地課
- 会計管理室
- 教育委員会事務局
  - 学校教育部
庶務課、新しい学校づくり担当課、学務課、施設課、保健給食課、教育指導課、総合教育センター
  - 生涯学習部
生涯学習課、スポーツ振興課
- 選挙管理委員会 
選挙管理委員会事務局
- 監査
監査事務局
- 農業委員会
農業委員会事務局
- 議会
議会事務局

## 区役所庁舎

### 本庁舎
| 階     | 概 要 |
| ------ | --- |
| 20F    | 展望ロビー、展望レストラン、会議室（交流会場） |
| 19F    | 会議室（1902 - 1907） |
| 18F    | 環境まちづくり事業本部経営課、環境政策課、環境保全課、清掃管理課、資源循環推進課、住宅課、総務課（統計係）                                                                                      |
| 17F    | 施設管理課、監査事務局 |
| 16F    | 都市計画課、交通企画課、選挙管理委員会事務局、東部地域まちづくり課、西部地域まちづくり課、大江戸線延伸地域まちづくり課                                                                          |
| 15F    | 建築調整課、建築課、建築審査課 |
| 14F    | 土木部管理課、工事課 |
| 13F    | 計画課、土支田中央区画整理課、特定道路課、交通安全課、公園緑地課 |
| 12F    | 学校教育部庶務課、新しい学校づくり担当課、学務課、教育指導課 |
| 11F    | 施設課、保健給食課、生涯学習課、スポーツ振興課、青少年課 |
| 10F    | 地域振興課、子育て支援課、計画調整担当課、保育課 |
| 9F     | 経済課、商工観光課、練馬区保健所、健康推進課、生活衛生課、保健予防課、入札室 |
| 8F     | 経理用地課（契約等） |
| 7F     | 広聴広報課（広報）、防災課、防災計画担当課、安全・安心担当課、練馬区防災センター |
| 6F     | 企画課、経営改革担当課、基本構想担当課、財政課、公会計担当課、情報政策課、総務課、文書法務課、人権・男女共同参画課、職員課                                                                      |
| 5F     | 区長室、秘書課、庁議室、西庁舎連絡通路 |
| 4F     | 税務課、会計管理室、収納課、西庁舎連絡通路 |
| 3F     | 国保年金課（国民健康保険・国民年金）、区民生活事業本部経営課、東・西庁舎連絡通路 |
| 2F     | 戸籍住民課（戸籍・外国人登録）、広聴広報課（広聴）、高齢社会対策課、東・西庁舎連絡通路 |
| 1F     | 戸籍住民課（住民票・住所変更・印鑑登録など）、庁舎案内、多目的会議室入口、総務課（庁舎管理係）、出納コーナー、ATMコーナー（ゆうちょ銀行、みずほ銀行、中央労働金庫）、郵便ポスト、西庁舎連絡通路 |
| B1-B2F | 多目的会議室、駐車場 |

### 東庁舎
| 階 | 概 要                                                                                                |
| -- | --- |
| 7F | 職員厚生室                                                                                           |
| 6F | 文化国際課、都市整備公社、練馬まちづくりセンター、戸籍住民課（住居表示）                             |
| 5F | 区民相談所、社会福祉事業団、障害者就労促進協会                                                       |
| 4F | 社会福祉協議会、練馬ボランティアセンター、ねりまファミリーパック、シルバー人材センター               |
| 3F | 区民情報ひろば、地域医療課、在宅支援課、練馬つつじ歯科診療所、リハビリテーション室、本庁舎連絡通路   |
| 2F | 練馬休日急患診療所、練馬区夜間救急こどもクリニック、練馬区休日・夜間薬局、健康診査室、本庁舎連絡通路 |
| 1F | 警備室                                                                                               |

- 東・西庁舎からは地下駐車場に行けないため、本庁舎のエレベーターを利用する必要がある。

### 西庁舎
| 階  | 概 要                                                                                          |
| --- | ---------------------------------------------------------------------------------------------- |
| 10F | 展望室、喫茶コーナー                                                                           |
| 9F  | 区議会（本会議傍聴席・会議室2）                                                                |
| 8F  | 区議会（本会議場・第4・第5委員会室）                                                           |
| 7F  | 区議会（第1 - 第3委員会室・議員控室）                                                          |
| 6F  | 区議会（議員控室）                                                                             |
| 5F  | 区議会（議長室・副議長室・議会事務局）、本庁舎連絡通路                                         |
| 4F  | 区議会（全員協議会室）、本庁舎連絡通路                                                         |
| 3F  | 健康福祉事業本部経営課、地域福祉課、障害者施策推進課、障害者サービス調整担当課、本庁舎連絡通路 |
| 2F  | 練馬総合福祉事務所、練馬地域包括支援センター、本庁舎連絡通路                                   |
| 1F  | 介護保険課、本庁舎連絡通路                                                                     |
| B1F | 職員レストラン、売店                                                                           |

- 東・西庁舎からは地下駐車場に行けないため、本庁舎のエレベーターを利用する必要がある。

## 歴史
- 1944年（昭和19年）5月1日 - 開進第三小学校講堂（南町二丁目。現在の桜台二丁目。後に体育館に建て替え。）にある板橋区練馬派出所が、東京都区役所支所規程により支所に昇格。
- 1947年（昭和22年）8月1日 - 練馬区独立に伴い、上記講堂が練馬区役所庁舎となる。
- 1948年（昭和23年）10月1日 - 区役所内（開進第三小学校前の民間写真学校の一部を借用）に練馬保健所を開設。
- 1948年（昭和23年）2月28日 - 現在地の一部（約1,447坪）を、民間所有者から借り受ける。
- 1948年（昭和23年）4月13日 - 現在地の一部（約354坪）を、民間所有者から借り受ける。
- 1949年（昭和24年）1月15日 - 現在地に移転。練馬保健所は移転せず。
木造・スレートの2階建、延床面積760坪、総工費659万円。
- 1958年（昭和33年）3月31日 - 現在地に区議会会館および職員会館を落成。
- 1958年（昭和33年）4月28日 - 1948年（昭和23年）4月13日に借り受けた土地を、練馬区が購入。
- 1958年（昭和33年）4月30日 - 1948年（昭和23年）2月28日に借り受けた土地を、練馬区が購入。
- 1964年（昭和39年）8月1日 - 第一庁舎を新築。
- 1980年（昭和55年）5月15日 - 第二庁舎が完成。
- 1984年（昭和59年）4月1日 - 西館が完成。
- 1996年（平成8年）3月 - 現在の本庁舎を竣工。